# アントナン・プルースト
アントナン・プルースト（仏: Antonin Proust、1832年3月15日 - 1905年3月20日）は、フランスのジャーナリスト、政治家。

## 略歴
ドゥー＝セーヴル県ニオール出身。パリで育ち、パリの私立学校コレージュ・ローラン（Collège Rollin、後のCollège-lycée Jacques-Decour）で学び、画家のエドゥアール・マネとは同い年でクラスメートになった。マネとトマ・クチュールに絵画が学んだが、ジャーナリストになった。1864年にブリュッセルで反帝国主義ジャーナル「ラ・セメーヌ・エブドマデール」を発刊した。普仏戦争では初め従軍記者を勤めたが、セダンの戦いののちパリに戻り、レオン・ガンベタの秘書として避難民を監督。1876年に地元選出の立法議員となり、ガンベタ内閣（1881年 - 1882年）で芸術相を務めた。パナマ運河疑獄で起訴され、1893年に無罪となったがこのころ隠居した。1905年に頭を打ち、その2日後亡くなった。
1897年からエドゥアール・マネに関する一連の記事を雑誌「La Revue blanche」に発表し、後に書籍として出版し、マネの重要な伝記作家の一人になった。

## アントナン・プルーストを題材にした美術作品

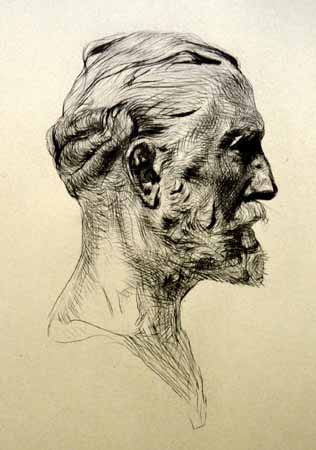
肖像。オーギュスト・ロダン画
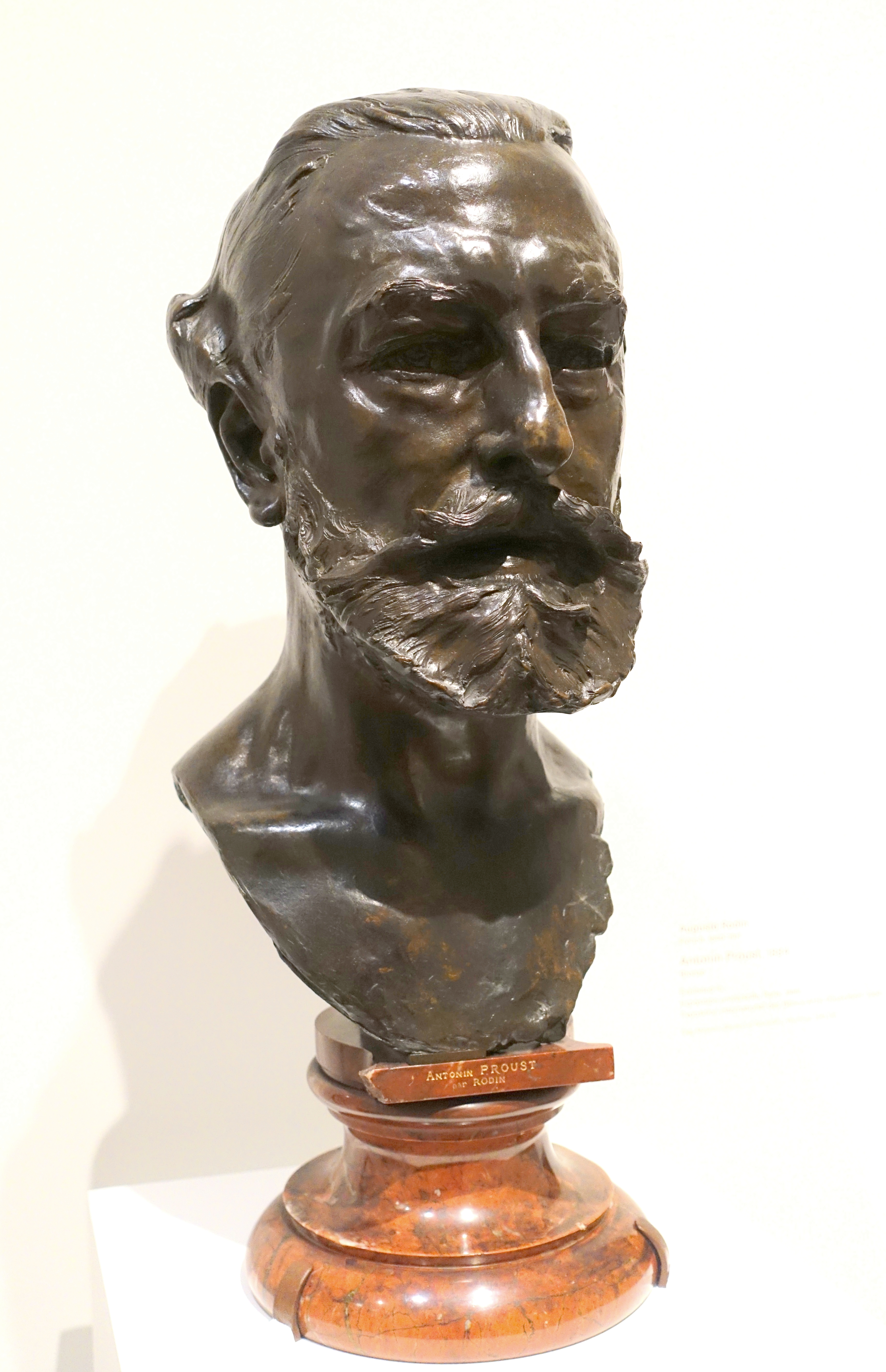
オーギュスト・ロダン作の胸像
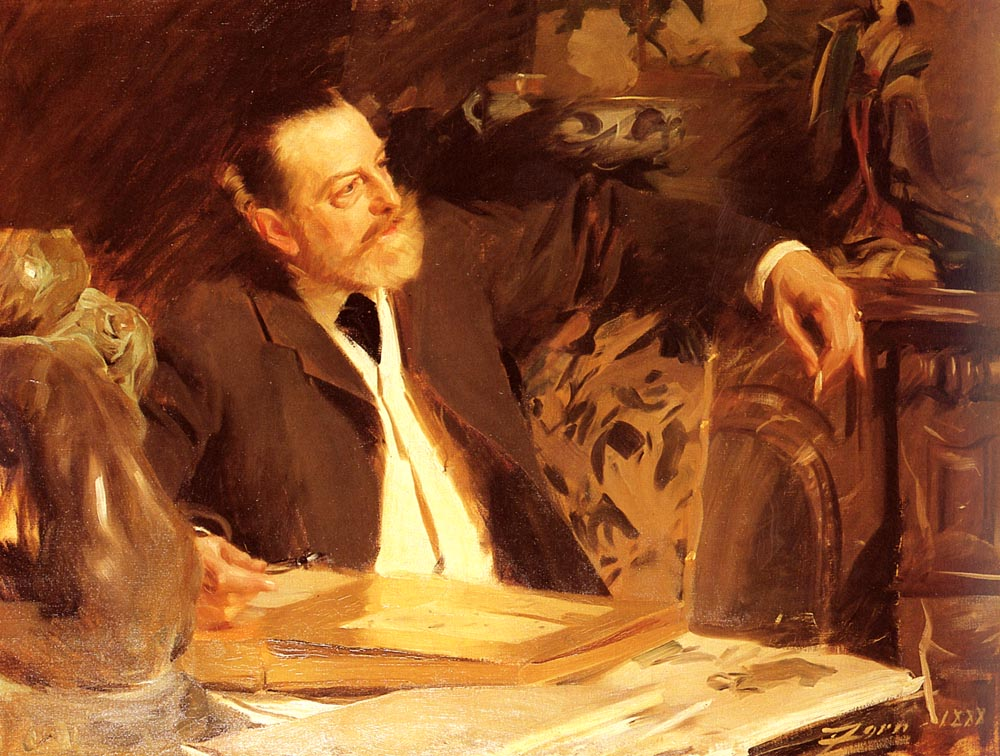
肖像。アンデシュ・ソーン画
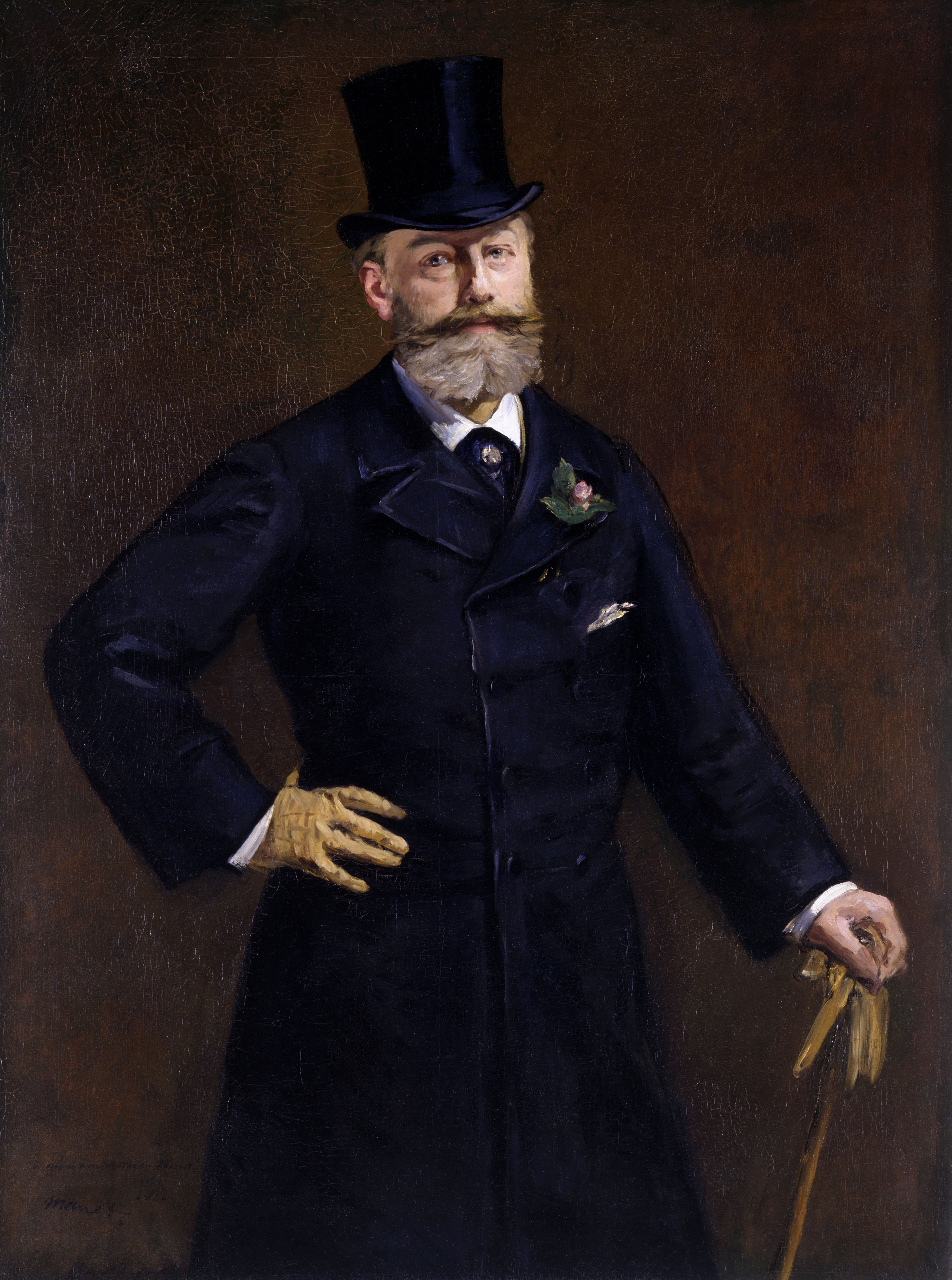
肖像。エドゥアール・マネ画
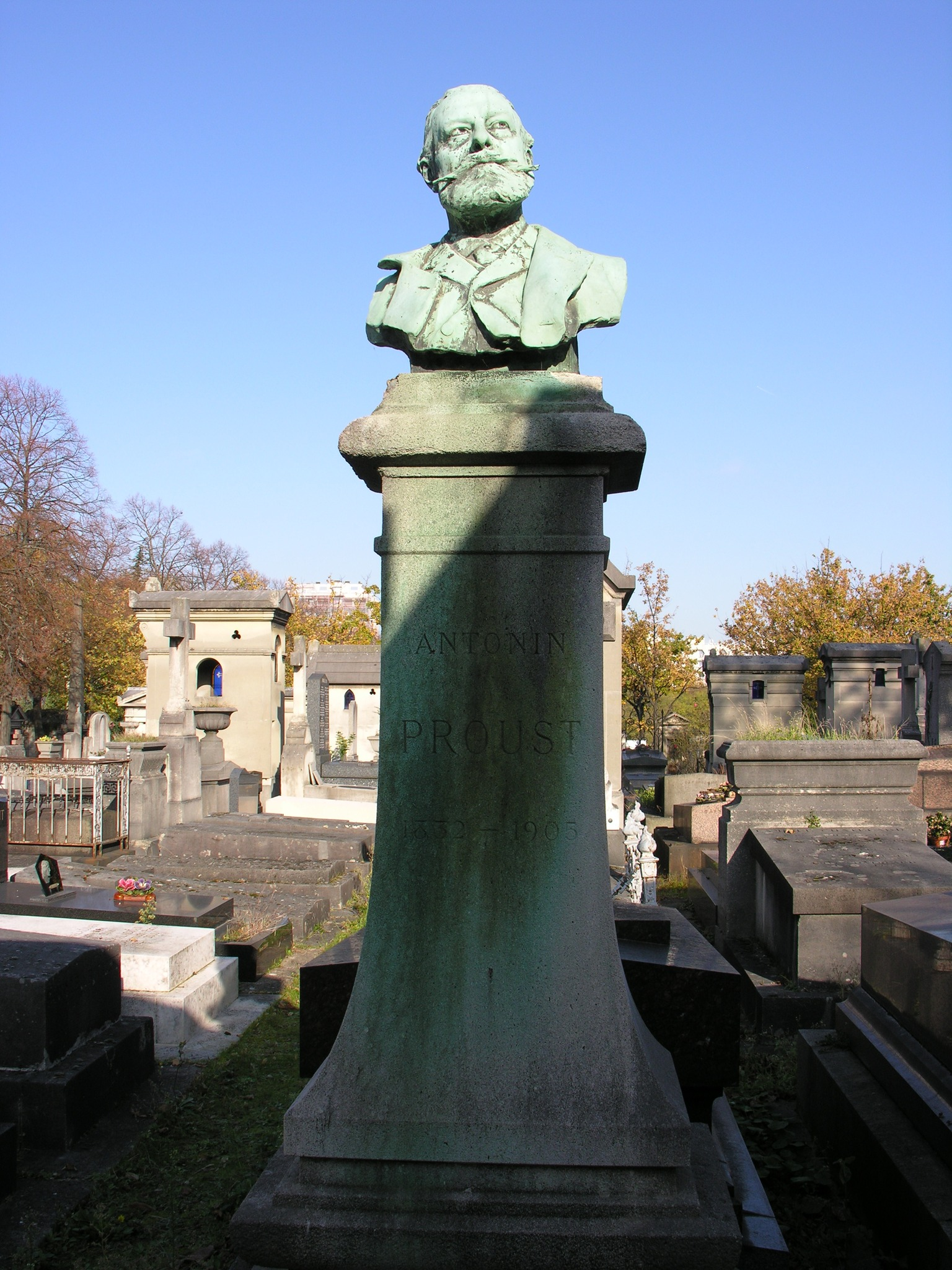
モンパルナス墓地の記念碑

## 訳書
- 『エドゥアール・マネの思い出』三浦篤監修、泉美知子・井口俊訳、中央公論美術出版、2024年
- 『マネの想い出』野村太郎訳、美術公論社、1983年。旧訳版、マネ研究の基本史料